# Solpuga fitzsimonsi
Solpuga fitzsimonsi är en spindeldjursart som beskrevs av Lawrence 1935. Solpuga fitzsimonsi ingår i släktet Solpuga och familjen Solpugidae. Inga underarter finns listade i Catalogue of Life.